# پائول نرس
سِر پائول ماکسیم نرس (به انگلیسی: Sir Paul Maxime Nurse) (زاده ۲۵ ژانویه ۱۹۴۹) نسل‌شناس و زیست‌شناس یاخته‌ای اهل انگلستان است. وی در سال ۲۰۰۱ به خاطر کشف اینکه مولکول‌های پروتئین بر تقسیم سلول‌ها کنترل دارند، به‌همراه تیم هانت و لیلند هارتول برنده جایزه نوبل فیزیولوژی و پزشکی شد.